# HMS Terror (I03)
Lo HMS Terror (codice e numero d'identificazione I03) è stato un monitore della Royal Navy, appartenente alla classe Erebus e con armamento principale su due cannoni da 381 mm. Fu varato nel cantiere gestito dalla Harland & Wolff Ltd. nel maggio 1916, a Govan.
Durante la prima guerra mondiale operò in seno alla Dover Patrol e bombardò sia Zeebrugge, sia Ostenda; rimase gravemente danneggiato alla fine del 1917, ma poté rientrare in servizio. Nel periodo interbellico fu posto in riserva e solo all'inizio del 1939 fu di nuovo schierato in linea. Nel 1940 passò alla Mediterranean Fleet e nei primi mesi di guerra nel bacino rimase a Malta; spostatosi poi ad Alessandria d'Egitto, collaborò con altre unità da guerra per appoggiare l'avanzata della Western Desert Force nella Libia italiana. Il 17 febbraio 1941, a Bengasi, rimase danneggiato nel corso di un'incursione aerea e poi a causa dell'urto con mine navali. Attaccato di nuovo al largo di Derna, il vecchio monitore si allagò lentamente e affondò il mattino presto del 24 febbraio.

## Caratteristiche
Il Terror era la seconda unità della classe Erebus di monitori. Presentava una lunghezza fuori tutto di 123,40 metri (115,82 tra le perpendicolari), una larghezza massima di 26,80 metri e un pescaggio di 3,40 metri appena. Il dislocamento a vuoto era pari a 7 300 tonnellate e quello a pieno carico a 8 000 tonnellate. L'equipaggio contava in totale 223 tra ufficiali, sottufficiali e marinai; una fonte riporta invece che ammontasse a 315 effettivi.
L'armamento principale consisteva in una grossa torre dotata di due cannoni BL 15 in Mk I da 381 mm lunghi 42 calibri (L/42), in origine studiata e prodotta per la nave da battaglia leggera HMS Furious come ricambio. Lo scafo ospitava inoltre due cannoni da 152 mm in impianti singoli, che quasi subito furono rimossi e rimpiazzati da otto pezzi Mk IX da 100 mm in postazioni individuali. Infine erano disponibili due cannoni da 76 mm in funzione contraerea. La corazzatura in acciaio era spessa 152 mm lungo la cintura e le murate della parte centrale della nave, 127 mm per il ponte di coperta e quelli interni, 330 mm per la torre principale e l'imponente barbetta sulla quale si ergeva.
L'apparato motore era formato da caldaie Babcock alimentanti due motori a vapore a tripla espansione; a questi erano vincolati due alberi motore dotati di un'elica ciascuno. La potenza erogata, pari a 6 000 shp, consentiva di raggiungere la velocità massima di 12 nodi (circa 23 km/h).

## Servizio operativo

### Varo e prima guerra mondiale
Il monitore Terror fu ordinato dalla Royal Navy il 29 luglio 1915. La sua chiglia fu impostata nel cantiere navale di Govan, gestito dalla Harland & Wolff Ltd. basata a Belfast, il 26 ottobre dello stesso anno e il varo avvenne il 18 maggio 1916; fu completato poco dopo ed entrò in servizio il 6 agosto 1916.
Il Terror fu stanziato a Dover e integrato alla numerosa "Dover Patrol", comandata dal viceammiraglio Reginald Bacon che lo scelse come sua nave ammiraglia; da qui condusse varie missioni di bombardamento costiero o di appoggio lungo il profilo litoraneo del Belgio, occupato dall'Impero tedesco. Il 12 settembre, ad esempio, tirò assieme al gemello HMS Erebus e altri due monitori nella zona di Middelkerke e Westende, in risposta alle richieste del generale Douglas Haig di impegnare il fianco tedesco e supportare così l'avanzata sulla Somme: fu poi concertato un ingegnoso diversivo che indusse i tedeschi a credere imminente uno sbarco britannico. Il 13 salpò con altri cinque monitori per una missione di bombardamento di Zeebrugge, ma il tempo pessimo impedì il sorvolo dell'obiettivo da parte di aerei e perciò rientrò a Dunkerque. Poté bombardare la cittadina nel pomeriggio del 15 e ripeté il tiro il 24 settembre, ma di nuovo dovette interrompere l'azione per il mare grosso; sempre le mutevoli condizioni meteorologiche impedirono al Terror e allo Erebus, nel gennaio 1917, di sorprendere alcuni cacciatorpediniere tedeschi ancorati appena fuori Zeebrugge. La disponibilità dell'arsenale belga destava preoccupazione nell'Ammiragliato britannico e, perciò, il viceammiraglio Bacon ebbe ordine di tentare un ennesimo bombardamento: egli riunì il Terror (che rimorchiava il monitore HMS Marshal Soult con le macchine avariate), lo Erebus con al traino un altro monitore armato con pezzi da 305 mm e naviglio leggero, quindi si mise a studiare tra il 17 febbraio e il 10 marzo 1917 un accurato piano. Ciononostante frequenti banchi di nebbia e mare agitato costrinsero il Terror e le altre unità a rinunciare cinque volte al previsto cannoneggiamento, che slittò al 12 maggio: quel giorno le unità presero posizione al largo di Zeebrugge e alle 04:45 aprirono il fuoco. L'azione non conobbe particolari ostacoli ma la rosa di colpi attorno alle chiuse si rivelò troppo dispersa e le infrastrutture portuali non subirono che danni leggeri.

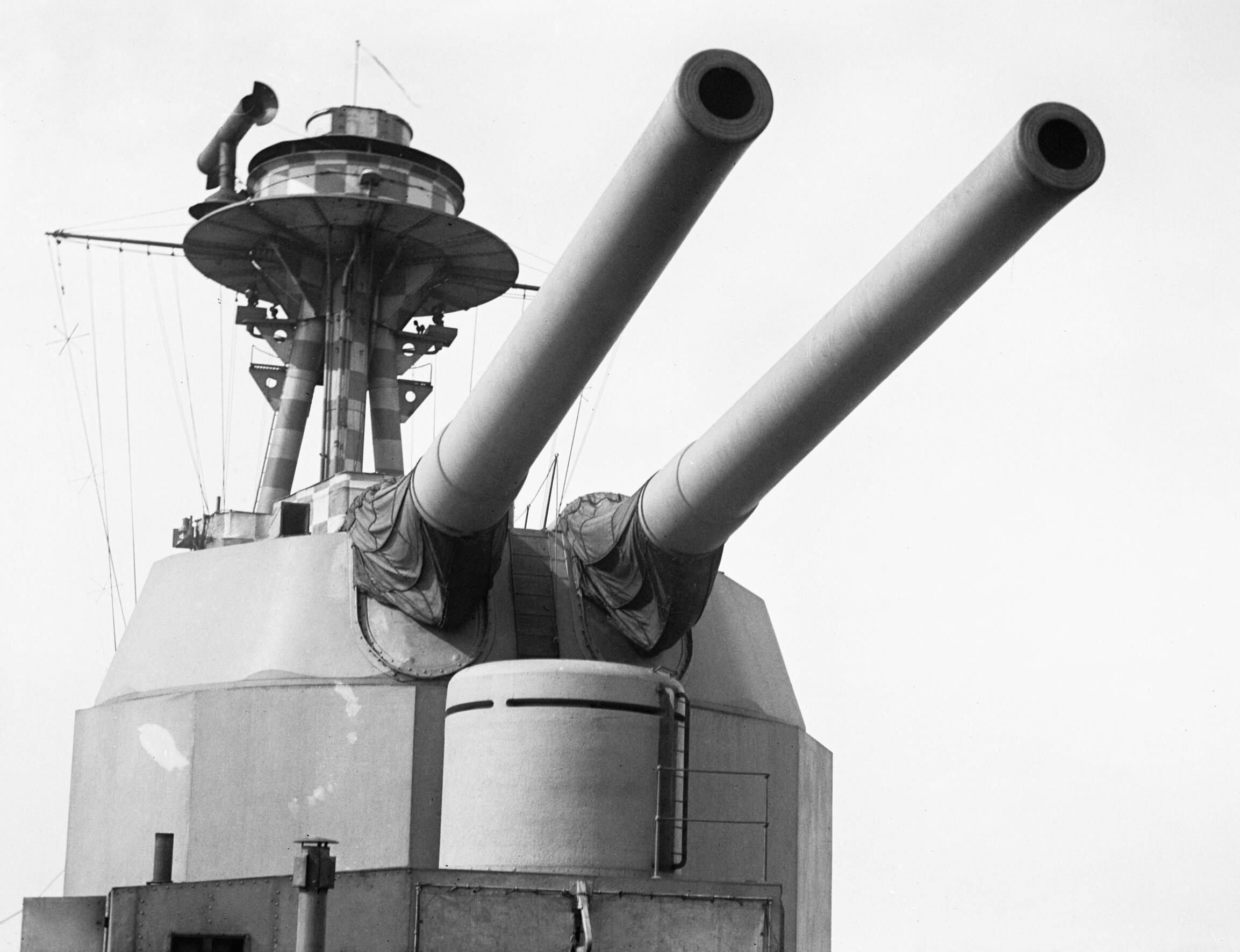
Primo piano dell'imponente torre con i cannoni da 381 mm

Rientrato a Dover, il Terror (con a bordo sempre il viceammiraglio Bacon) salpò alle 23:00 del 4 giugno 1917 assieme al gemello Erebus per un'altra missione del genere; fece tappa a Dunkerque e il giorno successivo bombardò Ostenda, devastando cinque delle otto officine sulle banchine e facendo saltare in aria un vascello non identificato. Il solo Terror Ripeté la missione il 22 settembre e centrò con tre granate da 381 mm il bacino di carenaggio, oltre a danneggiare il molo galleggiante; tre giorni dopo tornò al largo della città e per alcune ore sparò singoli proietti sull'arsenale, impedendo ai tedeschi le riparazioni del caso. Il 19 ottobre 1917 il Terror fu raggiunto da un siluro e dovette lasciare il teatro d'operazioni per essere rimesso in efficienza. Il monitore rientrò all'ancoraggio di Dunkerque all'inizio del 1918 e nelle prime ore del 21 marzo contribuì a respingere, assieme a numerosi cacciatorpediniere britannici e unità francesi, la puntata offensiva di tre o quattro cacciatorpediniere tedeschi. Il mese seguente partecipò al raid di Zeebrugge (22-23 aprile), pianificato dal viceammiraglio Roger Keyes succeduto nel gennaio 1918 a Bacon; nell'azione il Terror bombardò dalla distanza le batterie costiere tedesche, mentre gruppi di cacciatorpediniere tiravano da sottocosta per coprire sei navi che dovevano affondarsi all'imbocco del porto. I tedeschi furono colti di sorpresa, ma solo due navi ostruirono in parte il canale di accesso. In maggio il viceammiraglio Keyes organizzò un'operazione simile contro Ostenda: il Terror e lo Erebus furono uniti nella 31ª Divisione assieme a cinque cacciatorpediniere (due francesi), quattro lance a motore e due barche a motore francesi. I due monitori si fermarono a nord del banco Wenduine (un affioramento a nord-est di Ostenda) e aprirono il fuoco contro le batterie "Tirpitz", "Hindenburg" e "Jacobinessen"; il fuoco tedesco fu però assai preciso e la nave da blocco Vindictive fu distrutta ben prima che potesse ostruire l'accesso al porto. Nei mesi seguenti e fino alla conclusione del conflitto il Terror non partecipò più ad alcuna azione.

### La seconda guerra mondiale e l'affondamento
Una volta finita la prima guerra mondiale il Terror fu posto nella riserva della Royal Navy. Durante il periodo interbellico andò incontro ad alcune modifiche: i pezzi da 100 mm ebbero tutti nuovi affusti che permettevano un alzo maggiore e quindi la possibilità di essere impiegati in funzione contraerea; i cannoni da 76 mm furono invece rimossi e rimpiazzati da due impianti quadrinati di mitragliatrici pesanti Vickers da 12,7 mm. Infine furono aggiunti due installazioni binate fornite di cannoni leggeri Vickers-Armstrong contraerei da 40 mm. Il 3 gennaio 1939 il Terror tornò in servizio al comando del capitano di vascello John Henry Haynes.
Trasferito alla Mediterranean Fleet, il Terror si fermò a Malta il 4 aprile 1940. Il 10 giugno il Regno d'Italia entrò nella seconda guerra mondiale e nei giorni seguenti effettuò i primi bombardamenti aerei sull'isola, azioni peraltro fiacche e che il Terror contribuì a respingere. Il 10 novembre 1940 il Terror salpò da La Valletta di scorta al convoglio ME-3 e giunse alla base di Alessandria d'Egitto; da dicembre operò lungo le coste della Libia italiana in appoggio alla Western Desert Force, impegnata nell'operazione Compass e nella successiva penetrazione in profondità nel territorio. Il Terror, inquadrato nel cosiddetto "Inshore Squadron", bombardò le postazioni italiane (Tobruch, Bardia, Bengasi e altre località) e talvolta trasportò anche grandi quantità di acqua. Fu localizzato e attaccato più di una volta dai velivoli della 5ª Squadra aerea italiana, ma mai colpito: in totale spese 660 proietti da 381 mm in tiri di appoggio alle operazioni terrestri.
Il 17 febbraio 1941 il Terror si ormeggiò a Bengasi, dove era giunto scortato dai cacciatorpediniere australiani HMAS Stuart e HMAS Vendetta e, nei giorni seguenti, collaborò con le scarse difese antiaeree. Il 22 febbraio la rada fu attaccata da alcuni velivoli tedeschi; tre bombardieri bimotori Junkers Ju 88, appartenenti al III/LG. 1 (dritte Gruppe des erstes Lehrgeschwaders, in italiano "3º Gruppo del 1º Stormo d'addestramento") e decollati da Catania, piazzarono tra le 06:35 e le 06:55 tre ordigni molto vicini allo scafo, che si fessurò e iniziò a imbarcare acqua. Il Terror ebbe dunque ordine di spostarsi subito a Tobruk, dotata di contraerea più numerosa: riuscì a salpare verso sera accompagnato dal dragamine Fareham e dalla corvetta Salvia, ma urtò due mine magnetiche all'ingresso del porto. Nonostante i danni e l'allagamento di alcuni locali macchine, poté proseguire con i propri mezzi. Alle 12:20 del 23 febbraio il piccolo convoglio fu avvistato da uno Ju 88 in ricognizione, il cui messaggio fu ricevuto dal comando del 1º Stormo d'addestramento alle 15:30: furono subito fatti decollare cinque Ju 88 armati con bombe da 500 e 250 chili, che ritrovarono le navi alle 18:30, circa 90 miglia a ovest di Tobruk. Il Terror non fu colpito direttamente, ma detonazioni vicine (un ordigno a babordo, due a destra) squarciarono il vecchio scafo in altri punti e deformarono la prua; l'allagamento si fece grave e le macchine smisero di funzionare. Il capitano Haynes fece dunque abbandonare la nave entro le 22:00 e le due unità di scorta presero a rimorchio il monitore. Nonostante gli sforzi, lo sbandamento peggiorò nella notte e i cavi di traino dovettero essere tagliati: il Terror affondò alle 04:20 del 24 febbraio a una quindicina di miglia a nord-ovest da Derna (32°59′N 22°32′E).
Il Terror fu la nave di maggiore dislocamento colata a picco dagli Junkers Ju-88 nel Mar Mediterraneo e la sua perdita indebolì sensibilmente lo Inshore Squadron.